# Cumacea
Cumacea, cumaceer, även kallade kommakräftor, är en ordning bland kräftdjuren inom överordningen Peracarida. De flesta är marina. De har ett karakteristiskt utseende med mycket stor ryggsköld och smal bakkropp. I Sverige finns minst 41 arter, i världen cirka 1 500.

## Byggnad

Cumaceernas kroppsbyggnad.

Cumaceerna är oftast 10–25 mm. De har ett ganska enhetligt och karakteristiskt utseende och är lätta att känna igen. Carapax (ryggskölden) är välutvecklad och bred, bakkroppen lång och smal. Carapax består av flera sammanvuxna delar av huvudet och de första tre thoraxsegmenten och täcker mundelarna och andningsorganen. De fem bakre thoraxsegmenten kallas pereon. Bakkroppen (abdomen eller pleon) består av sex cylindriska segment. Sista benparet (uropoderna) är långa och slanka. De flesta arterna har två ögon framtill på ryggskölden, men de kan vara sammanvuxna till ett eller saknas.

## Ekologi

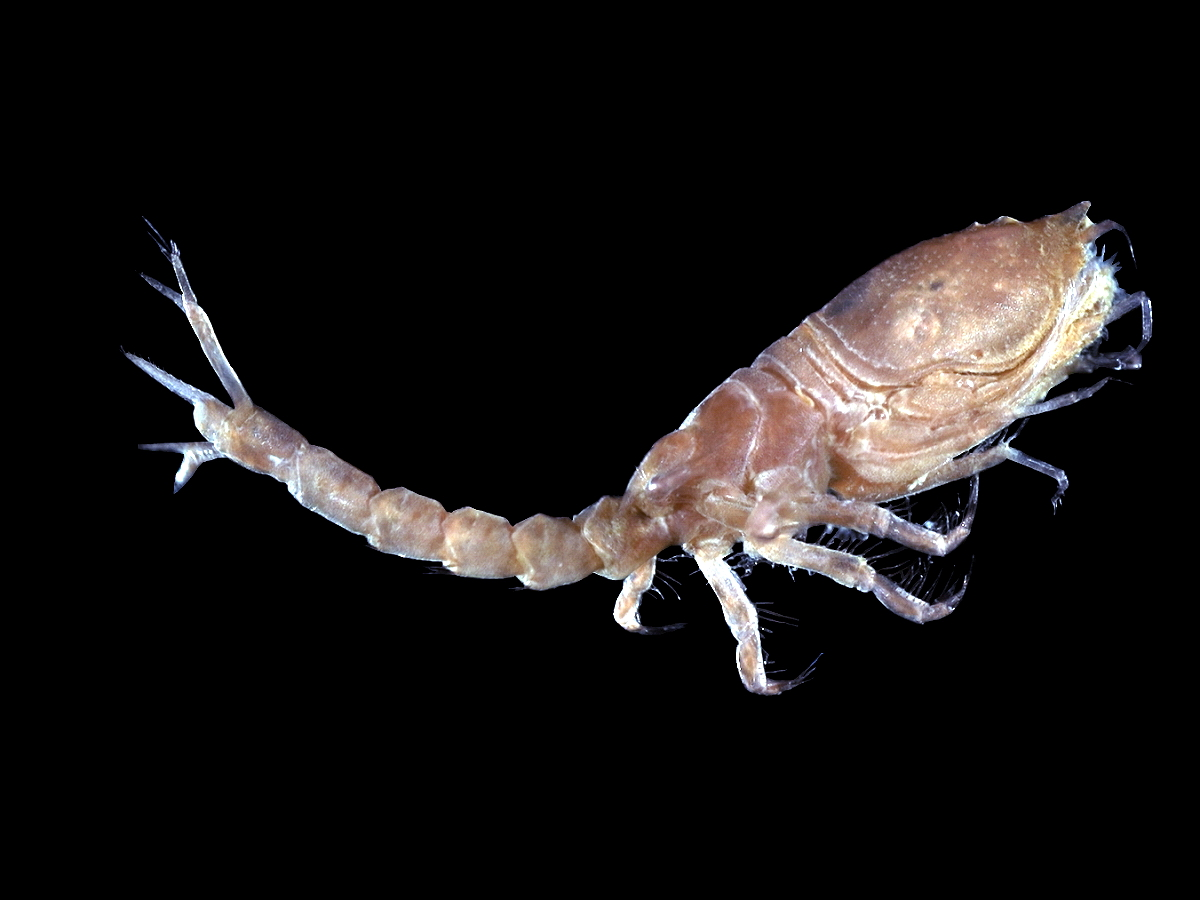
Diastylis rathkei

Cumaceerna är huvudsakligen marina men kan finnas i bräckvatten. Några arter lever i tidvattenszonen. De lever på mjukbottnar, ofta på större djup, men även grunt. De livnär sig på kiselalger och andra mikroskopiska bottenorganismer samt detritus. Många arter alstrar en vattenström som för näringspartiklar mot munnen, där de fångas upp av mundelarnas borst. Några få släkten är rovdjur på små kräftdjur och foraminiferer. De flesta arterna lever mindre än ett år och fortplantar sig två gånger. Många arter som lever på grunt vatten har en dygnsrytm, då hanarna lämnar sedimentet på natten och stiger upp mot ytan. De finns på alla kontinenter. De är (liksom märlkräftorna) viktig föda för många fiskar och alltså en viktig del i marina näringskedjor. 

## Fortplantning

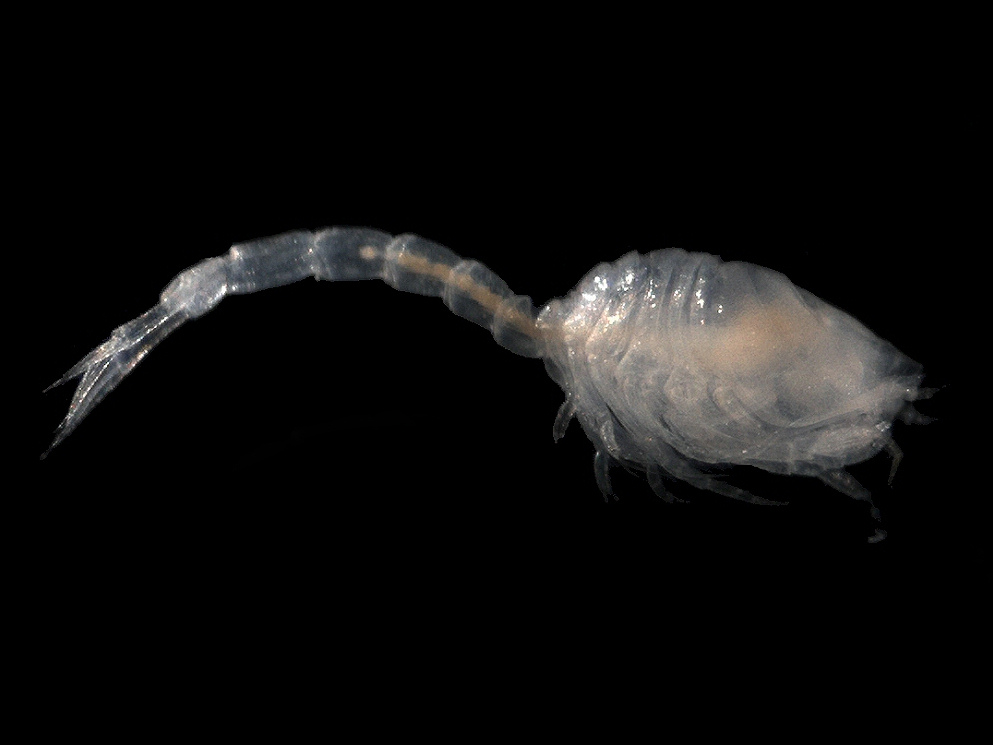
Pseudocuma longicorne

Cumaceer är ett klart exempel på könsdimorfism; könen har olika utseende. De har olika teckning och skulptur på ryggskölden, antennerna har olika längd, honorna är större och talrikare och har, som alla peracarider, ett yngelrum (marsupium) på undersidan, bildat av plattor på thorakalbenen. Larverna lämnar marsupiet då de är nästan fullbildade. Antalet segment förändras inte under individens utveckling (epimorfi). 

## Systematik
Ordningen Cumacea hör till överordningen Peracarida i klassen Malacostraca (storkräftor) bland kräftdjuren. Den delas in i 8 familjer, 141 släkten och 1523 arter enligt uppgifter från 2011.
Det finns sparsamma fossil av cumaceer från tidig karbon  (Missisippian).
Arten Diastylis rathkei är den utan jämförelse vanligaste cumaceen i Sverige. Den är relativt stor, 16–18 mm, och ligger partiellt nedgrävd i sand där den äter slampartiklar som den fångar in med hjälp av maxillipederna. Den förekommer från Skagerack in i Östersjön.

## Historik

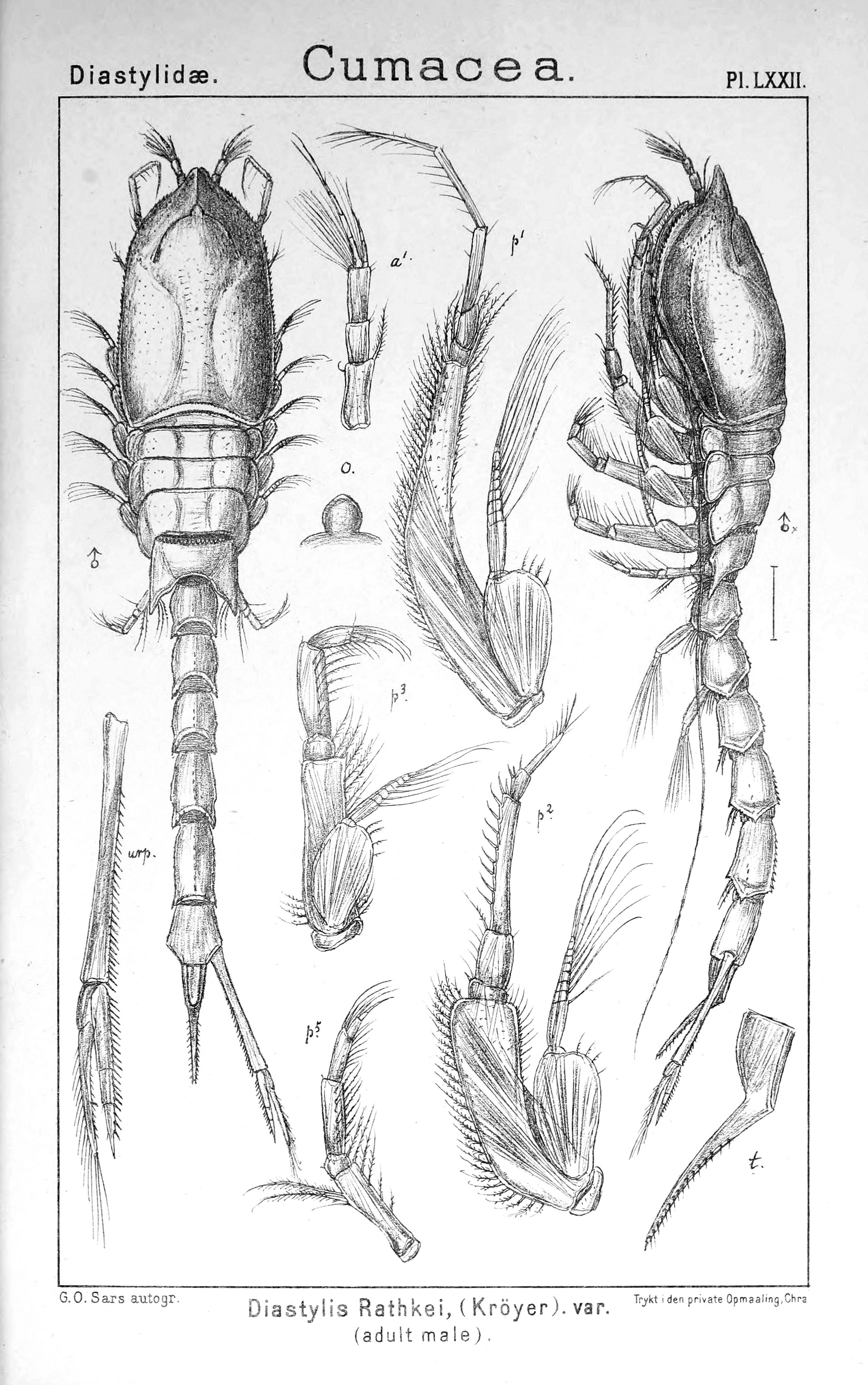
Pl. LXXII: Diastylis rathkei från Sars, G. O., (1900), An account of the Crustacea of Norway: Cumacea

Cumaceerna har varit kända sedan1780, då Ivan Ivanovich Lepechin beskrev "Oniscus scorpioides", nu Diastylis scorpioides. I början troddes de vara larvformer av andra kräftdjur, men 1846 beskrevs de som en separat ordning av Henrik Nikolai Krøyer. Tjugofem år senare kände man till cirka 50 arter - idag är siffran 1500. Den tyske zoologen Carl Wilhelm Erich Zimmer har gjort omfattande studier av cumaceerna.

## Kladogram
Nedan visas ett kladogram enligt Catalogue of Life och Dyntaxa:
| kommakräftor | \| \| Bodotriidae \| \| \| \| \| \| Ceratocumatidae \| \| \| \| \| \| Diastylidae \| \| \| \| \| \| Gynodiastylidae \| \| \| \| \| \| Lampropidae \| \| \| \| \| \| Leuconidae \| \| \| \| \| \| Nannastacidae \| \| \| \| \| \| Pseudocumatidae \| \| \| \| |
|              | \| \| Bodotriidae \| \| \| \| \| \| Ceratocumatidae \| \| \| \| \| \| Diastylidae \| \| \| \| \| \| Gynodiastylidae \| \| \| \| \| \| Lampropidae \| \| \| \| \| \| Leuconidae \| \| \| \| \| \| Nannastacidae \| \| \| \| \| \| Pseudocumatidae \| \| \| \| |
|              | Amphionidacea |
|              | |
|              | märlkräftor |
|              | |
|              | Anaspidacea |
|              | |
|              | Bathynellacea |
|              | |
|              | Bochusacea |
|              | |
|              | tiofotade kräftdjur |
|              | |
|              | lysräkor, krill |
|              | |
|              | gråsuggor och tånglöss |
|              | |
|              | Leptostraca |
|              | |
|              | Lophogastrida |
|              | |
|              | pungräkor |
|              | |
|              | Stomatopoda |
|              | |
|              | tanaider |
|              | |
|              | Thermosbaenacea |
|              | |
|              | Bodotriidae |
|              | |
|              | Ceratocumatidae |
|              | |
|              | Diastylidae |
|              | |
|              | Gynodiastylidae |
|              | |
|              | Lampropidae |
|              | |
|              | Leuconidae |
|              | |
|              | Nannastacidae |
|              | |
|              | Pseudocumatidae |
|              | |

|  | Bodotriidae     |
|  |                 |
|  | Ceratocumatidae |
|  |                 |
|  | Diastylidae     |
|  |                 |
|  | Gynodiastylidae |
|  |                 |
|  | Lampropidae     |
|  |                 |
|  | Leuconidae      |
|  |                 |
|  | Nannastacidae   |
|  |                 |
|  | Pseudocumatidae |
|  |                 |